# Wilhelm Eduard Albrecht
Wilhelm Eduard Albrecht, född den 4 mars 1800 i Elbing, död den 22 maj 1876 i Leipzig, var en tysk rättslärd. Han var måg till astronomen Christian Ludwig Ideler.
Albrecht blev 1824 privatdocent, 1825 extra ordinarie och 1829 ordinarie professor i Königsberg. Sistnämnda år fick han transport till Göttingen, där han 1837 avskedades på grund av sitt deltagande i den "Göttingska sjustjärnans" uppseendeväckande protest mot Ernst Augusts författningsbrott. Den av Albrecht i detta sammanhang skrivna anonyma, av Dahlmann udgivna skriften Die Protestation und Entlassung der sieben Göttinger Professoren (1838) översattes till danska av Georg Friedrich Jenssen-Tusch (samma år). Åren 1840–1863 var Albrecht professor i Leipzig. Utöver sin habilitationsskrift och några anmälningar offentliggjorde Albrecht endast det banbrytande och klassiska verket Die Gewere als Grundlage des älteren deutschen Sachenrechts (1828), den germanistiska motsvarigheten till Savignys berömda monografi Das Recht des Besitzes. Som universitetslärare räknades Albrecht till de främsta på sin tid; män som Gerber, Stobbe och Maurer var hans elever. Universitetet i Leipzig var Albrechts universalarvinge.